# Warrior // Worrier
Warrior // Worrier er det femte studiealbum af den danske rapgruppe Outlandish, der udkom den 28. maj 2012. Ifølge Lenny Martinez omhandler albummet menneskelige relationer: "Hvordan folk ender der, hvor de ender. Hvorfor de gør, som de gør, og hvorfor de tænker, som de tænker." Albummets titel kommer fra sangen af sammen navn, og er et billede på et parforhold bestående af en kriger og en bekymrer: "Når tålmodigheden slipper op, skal den anden kunne tage over. Man kan ikke være den stærke for evigt, ellers går det galt. Det er nogle følelser, vi alle har været igennem, og det kan man mærke i musikken", fortæller Outlandish i en pressemeddelelse. Albummet modtog overvejende positive anmeldelser. Det debuterede som nummer to på hitlisten, hvilket er Outlandish' højeste placering siden nummer ét-albummet Bread & Barrels of Water (2002). Albummet er det sidste med Isam B, efter han valgte at forlade gruppen i 2017.
Warrior // Worrier udkom på det lille pladeselskab Labelmade, der er etableret af Medinas producerduo Providers, i samarbejde med A:larm Music. Det er første gang et Outlandish-album udkommer udenom multinationale Sony Music (tidligere BMG og senere Sony BMG) som gruppen var tilknyttet gennem 12 år.
To singler udkom forud for albummet. "Triumf", som er produceret af Providers, udkom den 10. marts 2011. Over ét år senere, den 23. april 2012 udkom andensinglen "Warrior // Worrier", der er produceret af Chief 1. Efter seks uger på hitlisten, opnåede sangen en position som nummer tre. Singlen modtog i oktober 2012 platin for 30.000 downloads.

## Singler
Den 10. marts 2011 udkom den første single "TriumF". Sangen er produceret af producerteamet Providers, der er bedst kendt for at stå bag Medina. "TriumF" er blevet beskrevet som "indbegrebet af trioens multietnisk klingende hiphop" blandet med "pop elementer hentet fra de toner og tendenser, der er dominerende på clubscenen netop nu".
Albummets anden single, "Warrior // Worrier" udkom den 23. april 2012 forud for albummets udgivelse. Sangen er skrevet og produceret i samarbejde med Chief 1, og omhandler en antagelse om at et hvert par består af en kriger og en bekymrer. Efter seks uger på download-hitlisten, opnåede "Warrior // Worrier" en tredjeplads. Singlen blev også et stort radiohit, og opnåede i august 2012 en tredjeplads på airplay-hitlisten. I oktober 2012 modtog singlen platin for 30.000 downloads. Sangen var det 16. mest solgte nummer i 2012 ifølge IFPI Danmark. I starten af marts 2013 opnåede "Warrior // Worrier" en placering som nummer 59 på den hollandske hitliste.
"Ready to Love" blev udsendt som albummets tredje single den 24. september 2012. Albummets omkvæd synges af sangeren Kingsley Brown, der har skrevet sangen i samarbejde med Pilfinger, Cutfather, Amir Sulaima, og Outlandish. I en pressemeddelelse er "Ready to Love" beskrevet som "en hyldest til ubetinget kærlighed, om at elske og vise omsorg for dem/det, der står dig nært såvel som fjernt på godt og ondt." Singlen modtog i marts 2013 guld for streaming.
Den 25. februar 2013 udkom "A Mind Full of Whispers" som fjerde single.
"Better Days" blev udgivet som albummets femte single i juni 2013. Outlandish optrådte med sangen i Go' Morgen Danmark den 19. juni 2013. 
Albummets sjette single, "The Start" udkom den 16. april 2014.

## Anmeldelser
Berlingskes anmelder Lars Rix var mest begejstret for Warrior // Worrier, som han tildelte fem ud af seks stjerner. Han skrev bl.a.: "Outlandish har en holdning – ikke mindst til hvordan vi behandler hinanden og til samfundsdebatten generelt og er ikke bange for at kommentere den. Samtidig trækker de elegant på musikalske referencer fra hele verden", og kaldte albummet for "deres stærkeste og mest vedkommende udspil til dato." Henning Høeg fra BT mente albummet var svagere end det forrige, Sound of a Rebel men konkluderede: "Outlandish leverer, selv når de har ryggen mod muren og forventningerne er skruet helt i top". Sohail Hassan fra Gaffa gav albummet fire ud af seks stjerner. Han noterede sig gruppens "drejning væk fra legesyg uptempo hip-hop og partymusik i retning af seriøse pop-ballader", og fremhævede titelnummeret "Warrior // Worrier". Anmelderen mente dog at de øvrige "melodiske pop-rock-sjælere" ikke har samme hitpotentiale.
Simon Lund fra Politiken bemærkede at Outlandish "har skruet yderligere ned for hiphoppen og lagt de sidste sprælske ideer til side" i forhold til deres forrige album Sound of a Rebel (2009), og skrev: "På den ene lysspættede (og behagesyge!) ballade efter den anden går Outlandish direkte efter det uforskammet gode omkvæd, der hverken har modhager i lyden eller lægger tyngde bag de mange velmenende tekster om verdens uretfærdighed og menneskers kranke skæbne." Thomas Treo fra Ekstra Bladet gav albummet tre ud af seks stjerner med begrundelsen, "De tilbagelænede vibrationer og overvægten af ballader gør i længden ’Warrior//Worrier’ alt for harmløs, og trioens politiske opsange er på nedtur, fordi de karakterløse toner udhuler parolernes troværdighed og pondus". Han roste gruppen for "en naturlig evne til at skrive melodisk fængende refræner med umiddelbar sødme" med henvisning til sangene "The Start" og "Better Days". Derimod kritiserede Treo numrene "Ready to Love" og "TriumF", som han kaldte for henholdsvis "skamløs" og "Crazy Daisy-techno". Mest kritisk var Soundvenue's anmelder Christian Wolkoff, der gav albummet to ud af seks stjerner. Han betegnede størstedelen af sangene som "veltilrettelagte, men også skematiske og lidt for skræddersyede til melankolsk radiotid", men roste Isam Bachiri for hans vokal.

## Spor
| #   | Titel                                             | Sangskriver(e)                                                                   | Producer(e)                                  | Længde |
| --- | ------------------------------------------------- | -------------------------------------------------------------------------------- | -------------------------------------------- | ------ |
| 1.  | "Gypsy Cab"                                       | Mads Møller, Thor Nørgaard, Remee, Waqas Ali Qadri, Isam Bachiri, Lenny Martinez | Pitchshifters, Outlandish*                   | 3:46   |
| 2.  | "Warrior // Worrier"                              | Chief 1, Qadri, Bachiri, Martinez                                                | Chief 1, Outlandish*                         | 4:28   |
| 3.  | "Barrio"                                          | Tobias Jimson, M. F. Lygare, B. Muhammad, Qadri, Bachiri, Martinez               | Astma & Rocwell                              | 3:51   |
| 4.  | "Sky Is Ours"                                     | Moh Denebi, Amir Sulaiman, Jeppe Bisgaard, Qadri, Bachiri, Martinez              | Moh Denebi, Jay-B Bisgaard, Outlandish*      | 3:40   |
| 5.  | "Better Days"                                     | Denebi, Muhammad, Bisgaard, Qadri, Bachiri, Martinez                             | Moh Denebi, Jay-B Bisgaard*, Outlandish*     | 3:52   |
| 6.  | "The Start"                                       | Søren Mikkelsen, Bisgaard, Qadri, Bachiri, Martinez                              | Søren Mikkelsen, Jay-B Bisgaard, Outlandish* | 4:58   |
| 7.  | "Ready to Love"                                   | Kingsley Brown, Lasse Kramhøft, Mich Hansen, Sulaiman, Qadri, Bachiri, Martinez  | Cutfather, Pilfinger                         | 3:53   |
| 8.  | "Breathin' Under Water" (featuring Amir Sulaiman) | Denebi, Sulaiman, Bisgaard, Qadri, Bachiri, Martinez                             | Moh Denebi, Jay-B Bisgaard*, Outlandish*     | 3:23   |
| 9.  | "A Mind Full of Whispers"                         | Chief 1, Kewan Hussein, Sulaiman, Qadri, Bachiri, Martinez                       | Chief 1, Kewan*                              | 3:43   |
| 10. | "Into the Night"                                  | Denebi, Bisgaard, Qadri, Bachiri, Martinez                                       | Moh Denebi, Jay-B Bisgaard, Outlandish*      | 3:51   |
| 11. | "Gangsta Like Crazy"                              | Lawand Shakur Othman, Mahogany, Bisgaard, Qadri, Bachiri, Martinez               | Turkman Souljah, Mahogany*, Outlandish*      | 4:18   |
| 12. | "Dreamin' & Streamin'" (featuring Rune RK)        | Rune RK, Qadri, Bachiri, Martinez                                                | Rune RK                                      | 3:33   |
| 13. | "TriumF" (featuring Providers)                    | Rasmus Stabell, Jeppe Federspiel, Qadri, Bachiri, Martinez                       | Providers                                    | 3:24   |

| 14. | "Desert Walk" (Kato featuring Outlandish) | Thomas Kato Vittrup, Ahmad Darwich, Michael Rune, Bachiri, Martinez, Qadri | Kato, Darwich | 3:24 |

(*) angiver co-producer
Noter
- "The Start" indeholder genindspilninger af udrag fra "Tujhe dekha", fra filmen Dilwale dulhaniya le jayenge, skrevet af Shweta Pandit og Anand Bakshi.[26]

## Hitlister og certificeringer
| Hitliste (2012) | Højeste placering |
| --------------- | ----------------- |
| Danmark         | 2                 |

| Hitliste (2012) | Placering |
| --------------- | --------- |
| Danmark         | 34        |

| Land (Organisation) | Certificering |
| ------------------- | ------------- |
| Danmark (IFPI)      | Guld          |

## Udgivelseshistorik
| Region      | Dato           | Pladeselskab            |
| ----------- | -------------- | ----------------------- |
| Danmark     | 28. maj 2012   | Labelmade, A:larm Music |
| Holland     | 12. april 2013 | Redline Music           |
| Mellemøsten | 13. maj 2013   | Sony Music              |